# ガンマ崩壊
ガンマ崩壊（ガンマほうかい、gamma decay）、γ崩壊は、励起された原子核がガンマ線を放出して崩壊する放射性崩壊。ガンマ崩壊は、アルファ崩壊やベータ崩壊と違い、核種が変わらない、つまり、原子番号や質量数が変わらない崩壊である。ガンマ壊変（ガンマかいへん）ともいう。
具体的には、エネルギーをもらうなどして励起された原子核、アルファ崩壊やベータ崩壊などで崩壊した娘核種がすでに励起した状態であった場合は、高いエネルギー準位から低いエネルギー準位に遷移する際に、その準位間のエネルギー差に等しいエネルギーを持つガンマ線を放出して安定な原子核へと移行する。励起状態の核がγ線を放出するまでの時間は極めて短く、おおむね10-10秒以下である。
ガンマ崩壊はその崩壊において、角運動量とパリティの違いから
1. 電気的遷移（E遷移）
2. 磁気的遷移（M遷移）

に大別される。この角運動量とパリティの組合せに対して、それぞれ放出されるガンマ線の角度分布や偏光率、崩壊の寿命や遷移確率などが異なる。